# 박선호 (1966년)

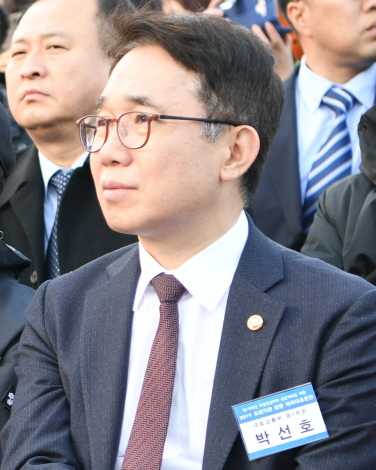
2019년 한·아세안 특별정상회의 관련 국가 대테러종합훈련 참관

박선호(朴善晧, 1966년 7월 18일 ~ , 서울특별시)는 대한민국의 국토교통부 제1 차관을 맡고 있는 공무원이다.

## 학력
- 신일고등학교 졸업
- 서울대학교 경제학과 졸업
- 미시간 대학교 대학원 경영학 석사 (MBA)

## 경력
- 1988: 제32회 행정고시 합격
- 2004.07~2005.06: 건설교통부 수도권계획과 과장
- 2005.07: 건설교통부 주택정책팀 팀장
- 2005.08: 국토해양부 공공주택건설추진단 단장
- 2012.08: 국토해양부 주택정책관
- 2013.04~2015.05: 국토교통부 국토도시실 국토정책관
- 2015.05~2016.01: 국토교통부 대변인
- 2016.02~2018.07: 국토교통부 주택토지실 실장
- 2018.07~2018.12: 국토교통부 국토도시실 실장
- 2018.12~2020.11: 국토교통부 제1차관
- 2021.08~2024.09: 해외건설협회 회장
- 2025~: 법무법인 광장 고문
- 2025.03~: CJ대한통운 사외이사

## 같이 보기
- 대한민국의 국토교통부 차관